# Hvanggumbol állomás
Hvanggumbol állomás (hangul: 황금벌역, Hvanggumbol-jok, handzsa: 黃金벌驛, RR: Hwanggŭmbŏl-yŏk, ’Aranymezők’) Észak-Koreában, Phenjan Pothonggang-kujok (Pot'onggang-kuyŏk) városrészén, a phenjani metró vonalán található állomás, melyet 1978. szeptember 6-án adtak át.
| Hjoksin vonal                             | Hjoksin vonal | Hjoksin vonal                         |
| ----------------------------------------- | ------------- | ------------------------------------- |
| Konguk (Kŏn’guk) Kvangbok (Kwangbok) felé | metróvonal    | Konszol (Kŏnsŏl) Ragvon (Ragwŏn) felé |